# Immunológia

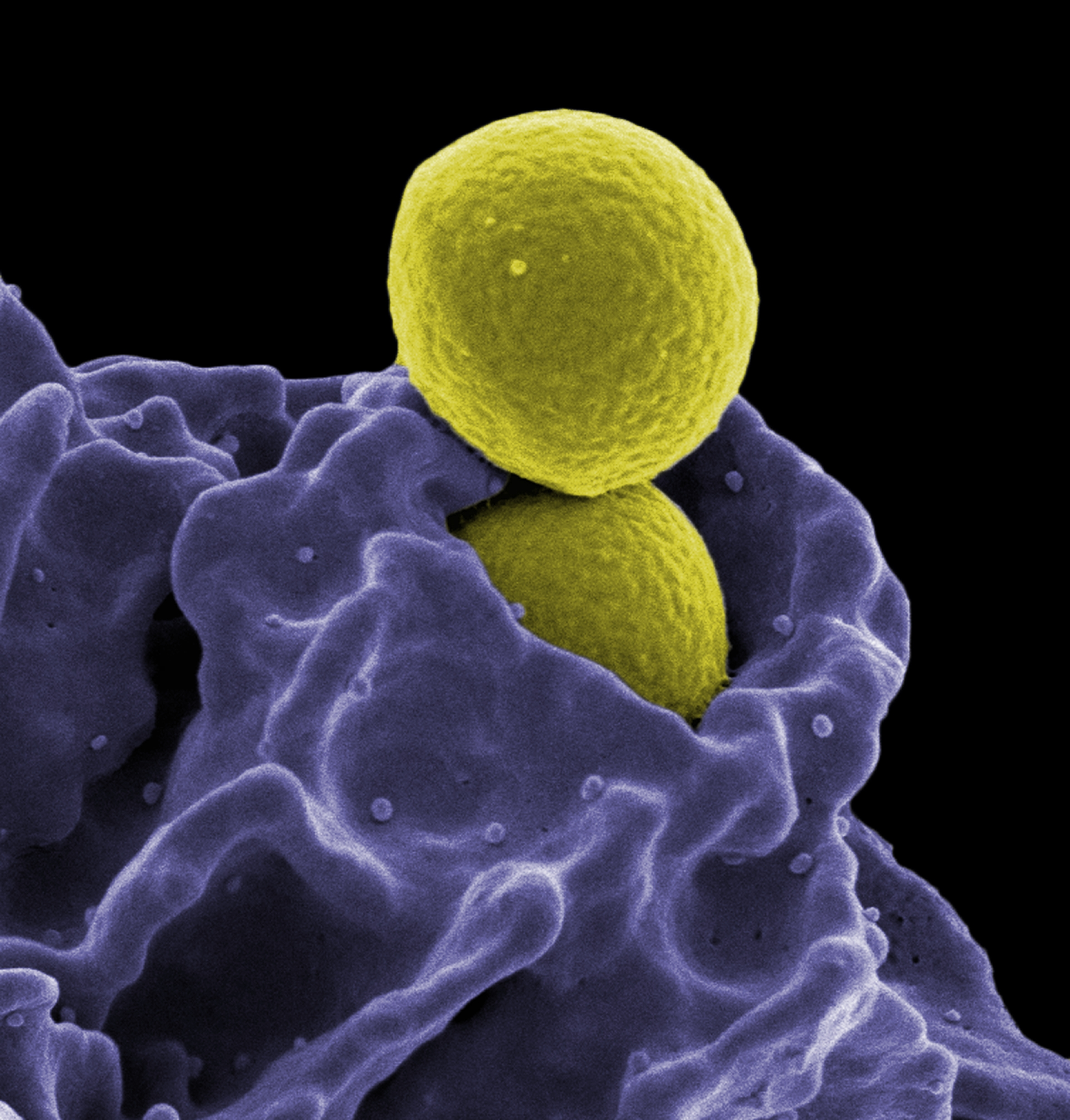
Egy neutrofil granulocita (lila) bekebelez egy meticillin-rezisztens staphylococcus aureus (MRSA) baktériumot (sárga)

Az immunológia a biológia és alkalmazott területei (például orvostudomány, állatorvostudomány) gyorsan fejlődő, rendkívül kiterjedt hatású ága. 
Az immunológia orvosi értelemben nagyszámú emberi és állati betegség eredetével és gyógyításával foglalkozó tudomány.
Az immunológia biológiai értelemben a szervezet integritása megőrzésének folyamataival és ezzel szoros összefüggésben az idegennek felismert anyagok elleni védekezés mechanizmusával foglalkozik. Az immunrendszer arra képes, hogy a „saját”, a „megváltozott saját”” és az „idegen” anyagokat megkülönböztető módon – antigénként felismerve, az adott antigén ingerre időben és térben (szövettípusonként megjelenő) megfelelő választ adjon.
Az immunológia a szervezet egyik legfontosabb védekezési rendszere, tágabb értelemben a fiziológia része, kísérleti eszköztára a sejtbiológia, biokémia, mikrobiológia és a molekuláris genetika területeiről származik. Sajátos szemlélete és kérdésköre miatt viszont mindenhol önálló tudományként tanítják.
Immunológia az orvosbiológiai tudománynak azon széles területe is, amely az immunrendszer minden vonatkozásával foglalkozik minden szervezetben. Többek közt foglalkozik az immunrendszer fiziológiai működésével, mind az egészséges, mind a beteg állapotokban; az immunrendszer hibás működésével immunológiai rendellenességek esetében (autoimmun betegségek, hiperérzékenységek, immunhiány, transzplantátum kilökődés; szervek fizikai tulajdonságaival az immunrendszerben; és az immunrendszer biológiai alkotórészeinek in vitro, in vivo és in situ kémiai és fiziológiás tulajdonságaival. Az immunológiának számos tudományterületen van különböző gyakorlati alkalmazása, és ennek megfelelően további kategóriákra osztható.

## Az immunrendszer hisztológiai (sejtszintű) vizsgálata
Mielőtt még kialakult volna az immunitás fogalma, számos régi orvos jellemezte azokat a szerveket, amelyek később az immunrendszer részeinek bizonyultak. Az immunrendszer legfőbb szervei a thymus, a lép, a csontvelő nyirokcsomók (testszerte) (beleértve a mandulákat, és a Peyer-plakkokat. A fő szerveket, a thymust és a lépet valójában csak hisztológiailag vizsgálják post-mortem a boncolás során. Azonban bizonyos nyirokcsomókból sebészileg is mintát vesznek még a páciens életében.
Az immunrendszer számos összetevője valójában sejtszintű jellegét tekintve, és nem kötődik egy konkrét szervhez sem, hanem, be van ágyazva vagy kering a test különböző pontjain különböző szövetekben.

## Klasszikus immunológia
A klasszikus immunológia az epidemiológia és az orvostudomány segédtudománya. A test rendszerei a kórokozók és az immunitás (védettség) közti kapcsolatokat tanulmányozza. Az immunitás szót legrégebben Thuküdidész történetíró említette a Kr. e. 430 körüli athéni pestisjárvány idején, aki megfigyelte, hogy azok, akik a járvány korábbi változatából kigyógyultak, nem betegedtek meg ismételten amikor a betegekkel azok gyógyítása céljából kapcsolatba kerültek. Számos egyéb ősi társadalom is ismerte ezt a jelenséget, de csak a 19. század és a 20. század során alakult a fogalom tudományos elméletté.

## Immunológiai mechanizmusok
Az emlős szervezet szerteágazó működésének alapfeltétele a külső és a belső egyensúly megléte. Az egyensúly megtartását bonyolult idegi, hormonális és immunológiai mechanizmusok biztosítják. Ezek révén a szervezet úgy képes válaszolni a külvilág behatásaira, hogy közben önállósága nem szenved kárt.
Az immunválasz két fő formája:
1. sejtes immunválasz
2. humorális immunválasz

Szélesebb kategória: biológiai-élettani szabályozás
A legtöbb kórokozó hatásra adott sejtes válasz során a stresszfehérjék szintézise fokozódik.